# Suchá Belá

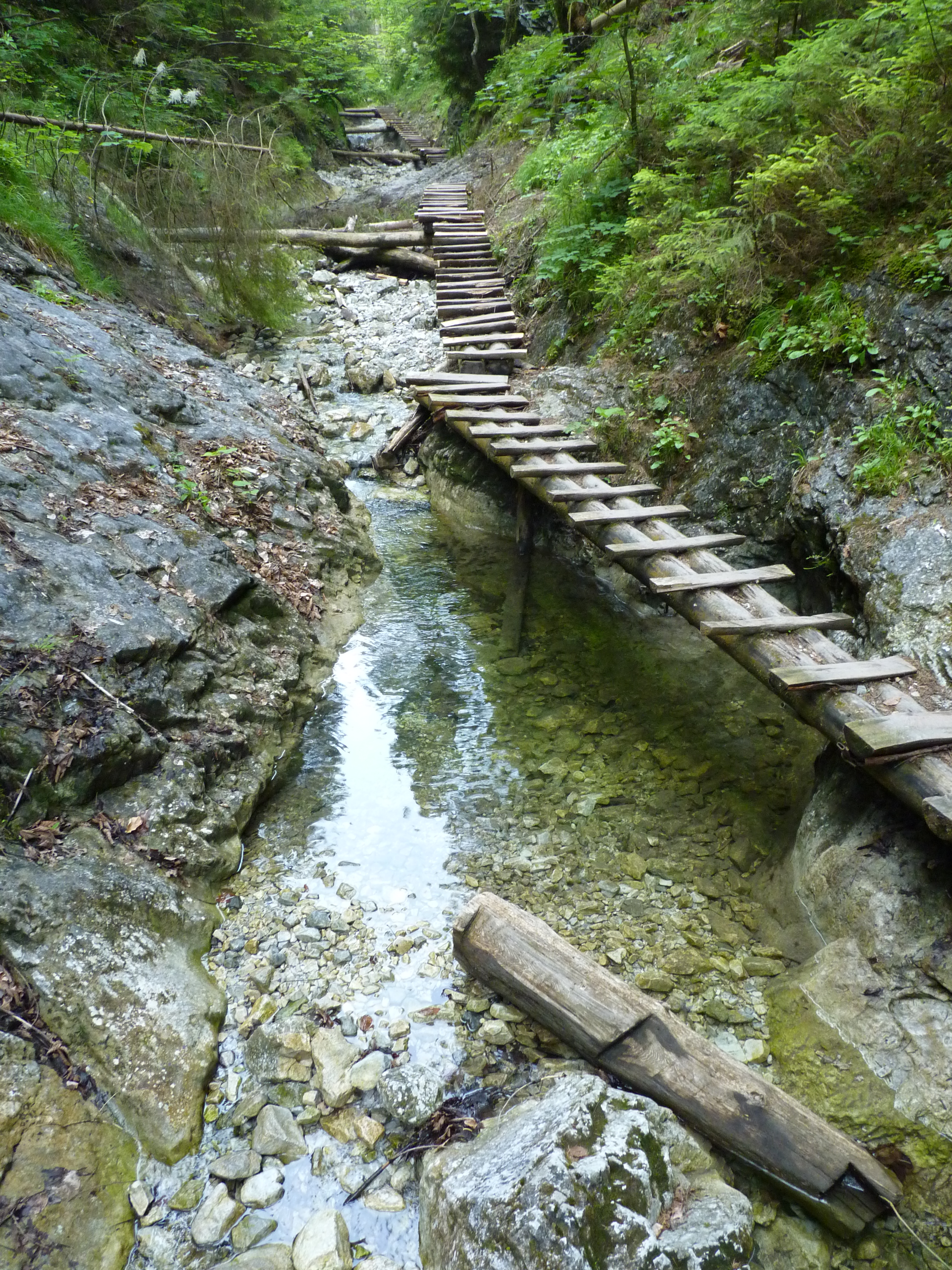
Przejście drabinkami nad potokiem

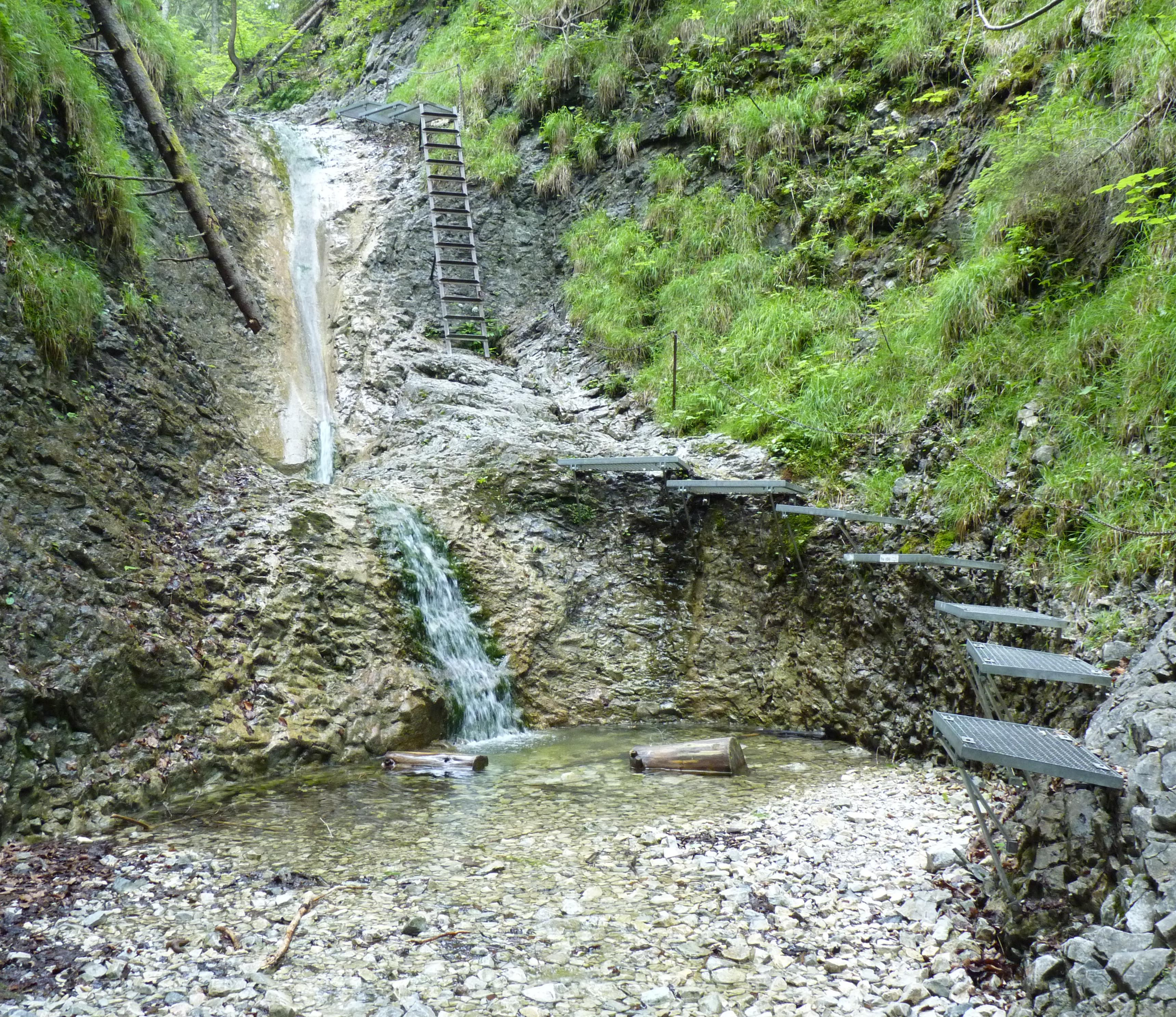
Korytový vodopád

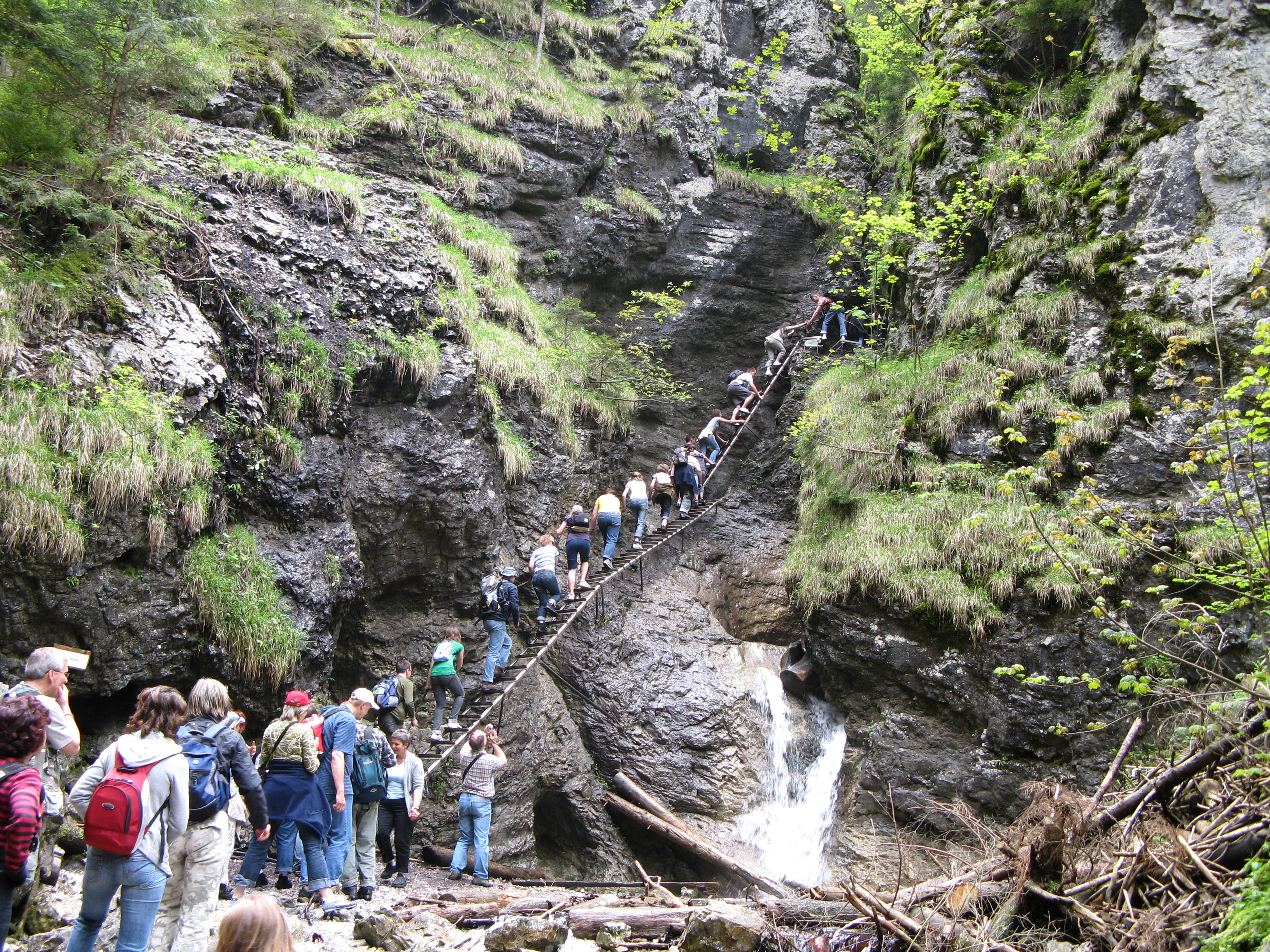
Misové vodopády

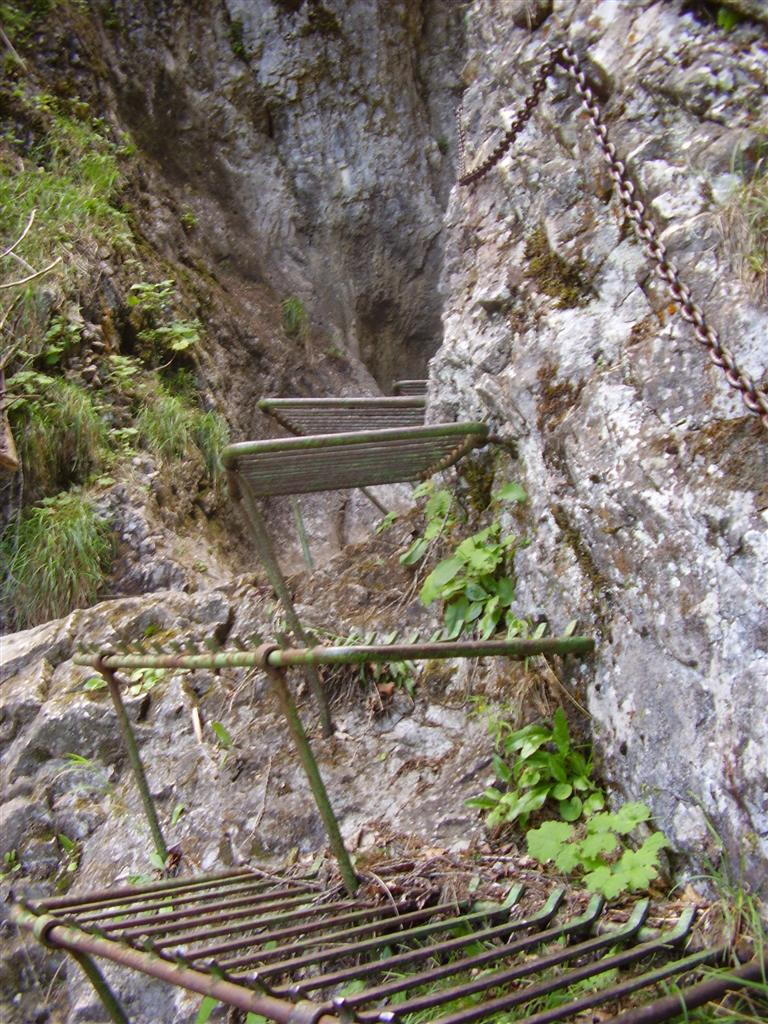
Półeczki na skałach (stúpačky)

Suchá Belá (pol. Sucha Biała) – wapienna, krasowa dolina, w większości o charakterze wąskiego, skalnego wąwozu, w Słowackim Raju na Słowacji. Długość ok. 4 km. Najbardziej znana i najczęściej odwiedzana z roklin Słowackiego Raju.

## Położenie
Znajduje się w północnej części Słowackiego Raju. Biegnie prawie dokładnie w linii z południa na północ. Zaczyna się w północno-zachodniej części centralnego płaskowyżu Słowackiego Raju zwanego Glac, na wysokości ok. 930 m n.p.m. Jej dolny wylot leży na wysokości ok. 550 m n.p.m. na terenie wsi Hrabušice, w bezpośrednim sąsiedztwie znanego centrum turystycznego Podlesok. Doliną spływa potok Suchá Belá, który tuż po opuszczeniu doliny wpada do potoku Veľká Biela voda (prawobrzeżny dopływ Hornadu).

## Morfologia
Dolina została wycięta wodami spływającego nią potoku w mezozoicznych wapieniach budujących Glac - największy płaskowyż Słowackiego Raju. Jedynie ok. 500 m w jej najniższej części i niespełna 1 km na górnym końcu mają charakter doliny w sensie, do jakiego jesteśmy przyzwyczajeni. Na zdecydowanej większości przebiegu jest to głęboki, skalisty wąwóz o szerokości miejscami nieprzekraczającej 3 m i wysokości ścian do 200 m. Spływający wąwozem potok tworzy szereg efektownych wodospadów. System kaskad zwany Misové vodopády ma wysokość 29,5 m (owe „Misy” to po prostu kotły eworsyjne, formujące się u stóp poszczególnych kaskad), Okienkový vodopád (z oknem skalnym na szczycie) – 12,5 m, Korytový vodopád (spływający szerokim korytem) – 10 m.

## Ochrona przyrody
Dolina Suchá Belá znajduje się na terenie Parku Narodowego Słowacki Raj. Cała dolina jest objęta rezerwatem przyrody Suchá Belá.

## Turystyka
Wąwóz, podobnie jak i inne rokliny Słowackiego Raju, przez długi czas leżał na uboczu zainteresowań turystów. Dopiero 21 lipca 1900 r. Martin Róth, Michal Karolíny i pięciu innych turystów ze Spiskiej Nowej Wsi zagłębiło się weń po raz pierwszy. W tym dniu doszli jednak jedynie do pierwszej i najpoważniejszej przeszkody w wąwozie – Misowych Wodospadów. Do tego miejsca dochodził później wybudowany do 1908 r. chodnik turystyczny. Podejmowane kolejne próby pozwoliły na pokonanie tej i następnych barier. W 1910 r. grupce pod kierunkiem Sándora Mervaya udało się w końcu przejść cały wąwóz. Ustawiane później prymitywne ułatwienia w postaci kładek z drewnianych pni i ostrewek umożliwiały pokonywanie kluczowych odcinków „cieśniawy” do czasu, gdy znosił je kapryśny potok.
Sytuacja zmieniła się w połowie lat 20. XX w., gdy w kluczowych miejscach zamontowano pierwsze stałe drabiny i kładki. Udostępnianie doliny dla masowego ruchu turystycznego, rozpoczęte w latach międzywojennych, trwało do końca lat 50., kiedy to Horská služba zakończyła montaż sztucznych ułatwień (stalowe drabinki i półeczki – słow. stúpačky) właśnie w obrębie wspomnianych Misowych Wodospadów (do tego czasu odcinek ten obchodzony był lasem, po stoku). Dziś Sucha Biała pozostaje najczęściej odwiedzanym wąwozem Słowackiego Raju: według danych z początku XXI w. w sezonie letnim przechodziło nią ponad 1000 osób dziennie.
Wąwozem prowadzi znakowany kolorem zielonym szlak turystyczny. Ze względu na rozbudowany system sztucznych ułatwień (liczne wąskie kładki i drabiny) ruch odbywa się wyłącznie w jednym kierunku (do góry). Wyprowadza on na polankę i skrzyżowanie szlaków Suchá Belá, záver. Czas wejścia to ok. 2 godz. Zejść można innym szlakiem, można też na polance Suchá Belá, záver wypożyczyć rowery lub hulajnogi, którymi zjeżdża się do Podlesoka.